# 汇东乡
汇东乡，是中华人民共和国四川省达州市渠县曾经下辖的一个乡。2019年12月，撤销汇东乡，将其所属行政区域划归三汇镇管辖。

## 行政区划
汇东乡撤销前下辖以下地区：
号房村、东坪村、太平村、文家村、土城村、山青村、白蜡村、天城村和龙眼村。